# Akebu (Volk)
Die Akebu (auch Akébou oder Kebu genannt) sind ein Volk im Gebirge des südlicheren Mitteltogo. Sie gehören, wie die Akposso, die Adele und andere zu den sogenannten Togo-Restvölkern.
Die Akebu halten sich selbst für Autochthone und nennen sich Egbetebe. Ihr Urdorf heißt Kesengbe unweit von Kougnohou (Hauptort des Cantons Akebou in Togo). Dort steht ein sehr altes Lehmhaus, das als erstes Haus der Vorfahren erhalten wird. Diese sollen an einem Seil vom Himmel herabgestiegen sein, sagen die Akebu.
Rund um das „Urhaus“ in Kesengbe hat die Urheberin dieses Artikels – Dr. Regina Peters-Abbey, verheiratet mit einem Angehörigen des Akebu-Volks – im Jahre 1988 polierte kleine Steinbeile am Boden liegend beobachtet. Das Haus schien bei einem Besuch 2014 in der alten Form nicht mehr zu existieren. In der Nähe stehen noch einige kleine Häuser, die aus kultischen Gründen nur mit einer Pagne, einem traditionellen afrikanischen Gewand bekleidet (und barfuß, ohne Armbanduhren) betreten werden dürfen. Das dazugehörige Dorf Kesengbe, 1988 noch gleich nebenan gelegen, ist heute ein Stück weiter neu gebaut worden.
Die meisten Akebu dürften ihrer ursprünglichen afrikanischen Religion angehören. Es gibt Götter („Fetische“) und männliche und weibliche Priester. Diese werden von den Göttern berufen. Einige Akebu sind Protestanten, manche auch Katholiken; erste Missionierungsbemühungen fanden in der deutschen Kolonialzeit statt. Neuerdings versuchen Sekten, auch Evangelikale, sie zu christianisieren.

## Siedlungen
Die Akebu bauten früher meist runde Häuser mit Holzständern, Lehmwänden und kegelförmigen Strohdächern. Dazwischen errichten sie kleine Speicherbauten. Die runde Bauweise der meisten Häuser unterscheidet sich deutlich von der eckigen Bauweise z. B. der Ewe in Togo. Heute wird immer mehr der rechteckige Hausbau übernommen. Sie werden aus Ziegeln aus getrocknetem Lehm errichtet und erhalten heutzutage oft Dächer aus Wellblech statt aus Stroh. Ab und zu sieht man schon Solarpanele darauf. Jedes Dorf besitzt eigene Viertel für die unterschiedlichen Familienverbände. Gekocht wird außerhalb der Häuser oder in eigenen Kochhütten.

## Wirtschaft
Die Akebu sind überwiegend Bauern und bauen Mais, Yams, Maniok, Taro, Fonio (eine Hirseart), Bananen, Bohnen, Auberginen, Paprika, Erdnüsse und vieles andere an. Wichtig sind der Kakao- und der Kaffeeanbau. Man züchtet Ziegen, Schafe, Hühner und Schweine. Rinder lassen sie von den Peul, einem nomadisch lebenden Hirtenvolk, züchten und hüten. Die Akebu vertragen keine Milch und essen auch keinen Käse oder andere Milchprodukte.
Im Gebiet um Dzakpodzi (Djakpedji), eine Wegstunde zu Fuß von Kesengbe entfernt, und Kesengbe sind überall Schlackehaufen zu beobachten, die wohl von früherer Verhüttungstätigkeit zeugen. Es gab früher Schmiede, aber auch Weber, deren Berufe aber heute nicht mehr ausgeübt werden.
Die Straßen nach und um Dzakpodzi sind sehr schlecht, die Transportmöglichkeiten eingeschränkt, sodass es kaum möglich ist, größere Märkte zu beschicken und dadurch etwas zu verdienen.

## Gesellschaft
Bei den Akebu finden sich Spuren matrilinearer Organisation. Heute überwiegen patrilineare Züge.
Früher heiratete ein Mädchen immer in eine andere Akebu-Sippe ein, und diese sandte dann bei passender Gelegenheit ein Mädchen als Braut zurück in die erste Sippe. Der Brauch wird heute oft nicht mehr beachtet. Es gibt auch Mischehen mit Angehörigen anderer Völker Togos.
In Dzakpodzi sind im 19. Jh. Kpelle eingewandert, die mit den Ewe verwandt sein sollen. Diese hatten einst die Akebu um Land und um die Erlaubnis gebeten, sich niederzulassen, die ihnen gewährt wurde. Im Jahre 2017 haben diese gewaltsam mehr Land beansprucht, kurzerhand einen ihrer Toten auf Akebuland beerdigt und protestierende Akebu bedroht.

## Sprache
Akebu (die Akebu nennen die Sprache Kögbörikö) ist (noch) keine Schriftsprache. Neuerdings wollen amerikanische Evangelikale ein an die Akebu-Sprache angepasstes lateinisches Schriftsystem einführen. Ein Wörterbuch Deutsch/Akebu ist zu Beginn der 1980er-Jahre an der Universität Saarbrücken im Rahmen einer Examensarbeit von Yao Koffi erstellt worden. Es wurde nicht veröffentlicht. Eine Art Glossar wurde von einem Deutschen namens Wolf während der deutschen Kolonialzeit erstellt. Die Zugehörigkeit des Akebu zu einer Sprachfamilie ist nicht abschließend geklärt.

## Religion
Die Akebu glauben an einen Hochgott, den sie Orokoe nennen. Ihm wird nicht geopfert, und er hat auch keine speziellen Priester. Zudem gibt es einige andere Götter. Die wichtigsten sind Lempi und Tsentsi, die ihren Kult in Kesenge haben. Andere Götter wurden von umliegenden Völkern übernommen. Außerdem existieren noch Fetische. Heute versuchen amerikanische Evangelikale, die Akebu zu christianisieren und bauen in den Dörfern einfache Kirchen. Erste Missionierungen fanden bereits unter der Kolonialherrschaft Deutschlands statt. Sie führten dazu, dass es heute unter den Akebu evangelische und katholische Gläubige gibt. Ihre Zahl ist jedoch niedrig.

## Kolonialgeschichte
1889 tötete Ludwig Wolf den Akebu-König Tschampa, unter dessen Führung sich die Akebu gegen die Anwesenheit deutscher Kolonialtruppen zur Wehr setzten. Sein Schädel wurde ebenso wie die seiner Mitstreiter Otú und Kontú Teil der „Rudolf-Virchow-Sammlung“ und es ist bekannt, dass 16 Gegenstände über das Reichskolonialamt in das Völkerkundemuseum Berlin gelangten, darunter der Schlegel einer Fasstrommel.